# Mus cypriacus
Chuột Cyprus (Danh pháp khoa học: Mus cypriacus) là một loài chuột đặc hữu của đảo Síp. Môi trường sống chủ yếu của nó có vẻ như là vườn nho và các cánh đồng của dãy núi Troutos.

## Định danh
Những con chuột này đã được Thomas Cucchi, một nhà nghiên cứu tại Đại học Durham, nhận ra là một loài mới vào năm 2004. Nó đã được chính thức mô tả vào năm 2006, tại tạp chí Zootaxa. Chuột Cypriot có các đặc điểm phân biệt nó với các con chuột châu Âu khác: tai, mắt và răng to hơn, Các xét nghiệm DNA khẳng định rằng đó là một loài riêng biệt.
Tất cả các loài động vật có vú đang sinh sống khác của các hòn đảo Địa Trung Hải này đã chết sau khi con người xuất hiện, ngoại trừ hai loài chuột chũi. Con chuột mới phát hiện này của đảo Síp là loài động vật gặm nhấm đặc hữu duy nhất còn sống, và như vậy có thể được coi là hóa thạch sống. Ban đầu, tiến sĩ Cucchi muốn gọi nó là Mus aphrodite, vì Síp là nơi sinh của nữ thần Aphrodite theo thần thoại Hy Lạp.